# Jean-Pierre Kuhn
Jean-Pierre Kuhn (* 7. Mai 1903 in Luxemburg (Stadt); † 2. August 1984 ebenda) war ein Radrennfahrer aus Luxemburg.

## Sportliche Laufbahn
Kuhn war Teilnehmer der Olympischen Sommerspiele 1924 in Paris. Beim Sieg von Armand Blanchonnet im olympischen Einzelzeitfahren wurde er als 42. klassiert. Die Mannschaft Luxemburgs mit Kuhn, Louis Pesch, Georges Schiltz, Nicolas Rausch kam in der Mannschaftswertung auf den 8. Platz.